# 6-я воздушная армия (1-го формирования, СССР)
6-я воздушная армия — формирование (армия в ВВС) Вооружённых сил СССР во время Великой Отечественной войны. Сформирована 14 июня 1942 года на основании приказа Наркома Обороны СССР, от 6 июня 1942 года на базе управления, соединений и частей ВВС Северо-Западного фронта.
Сокращённое наименование — 6 ВА.

## История наименований
- ВВС Прибалтийского военного округа;
- ВВС Северо-Западного фронта (22.06.1941 г.);
- 6-я воздушная армия (14.06.1942 г.);
- ВВС Войска Польского (31.10.1944 г.).

## Состав
- управление;
  - газета «Сокол Родины»;
- 239-я истребительная авиационная дивизия;
- 240-я истребительная авиационная дивизия;
- 241-я бомбардировочная авиационная дивизия;
- 242-я ночная бомбардировочная авиационная дивизия;
- 243-я штурмовая авиационная дивизия;
- 514-й легкобомбардировочный авиационный полк;
- 645-й легкобомбардировочный авиационный полк;
- 642-й смешанный авиационный полк;
- 644-й смешанный авиационный полк;
- 649-й смешанный авиационный полк;
- 677-й смешанный авиационный полк;
- 699-й транспортный авиационный полк
- 6-я отдельная разведывательная авиационная эскадрилья;
- Отдельный авиационный отряд 6-й воздушной армии — в составе Действующей армии: с 13 июля 1942 года по 20 ноября 1943 года, с 15 марта 1944 года по 7 сентября 1944 года;

## Командующий состав

### Командующие Армией
- Генерал-майор авиации Д. Ф. Кондратюк (июнь 1942 г. — январь 1943 г.);
- Генерал-майор авиации, с мая 1943 г. генерал-лейтенант авиации Ф. П. Полынин (январь 1943 г. — октябрь 1944 г.).

### Начальники штаба
- Полковник, с апреля 1943 г. генерал-майор авиации В. В. Стороженко (июнь 1942 г. — июль 1944 г.);
- Генерал-майор авиации П. Л. Котельников (июль-сентябрь 1944 г.);
- Генерал-майор авиации К. И. Тельнов (сентябрь 1944 г.).

## Боевой путь

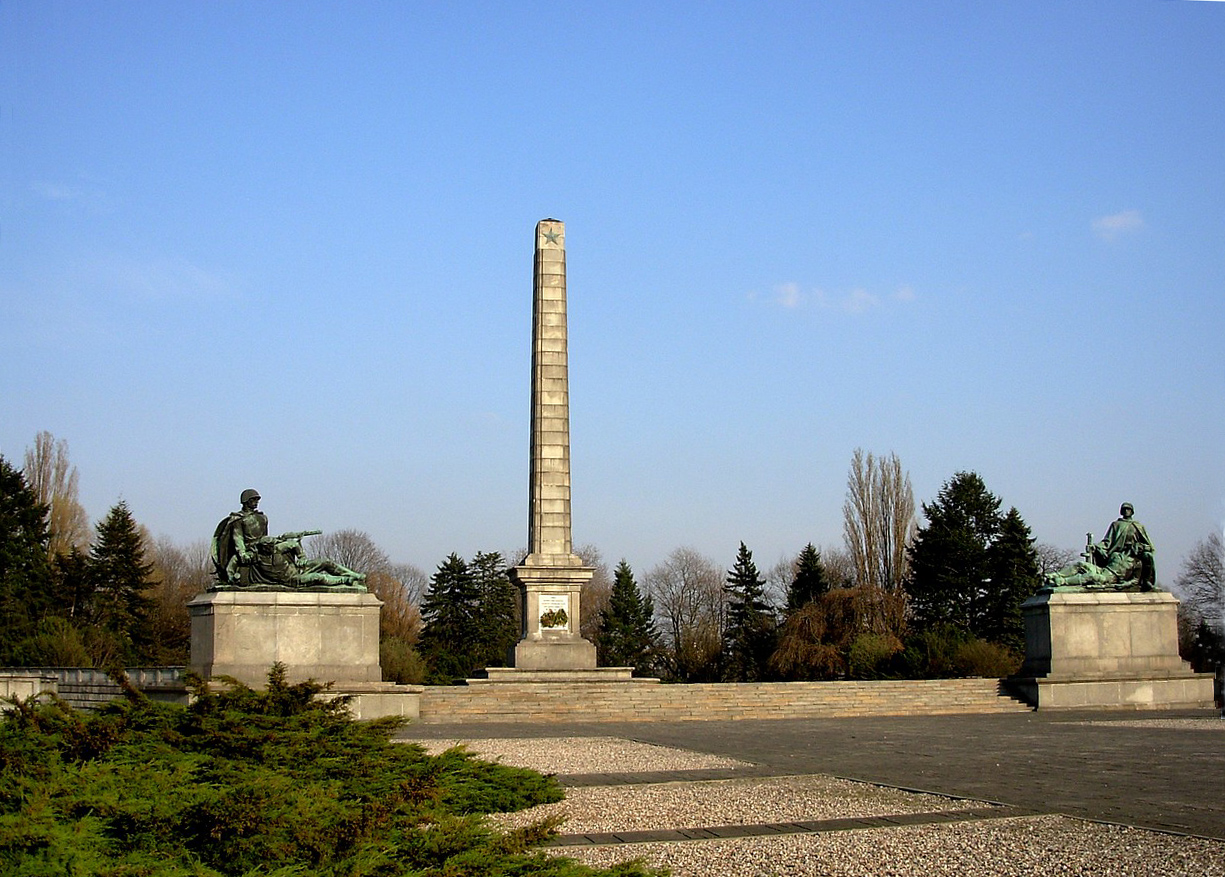
Военное мемориальное кладбище в Варшаве, где похоронены воины 6-й воздушной армии.

Свой боевой путь начала с участия в воздушной блокаде демянской группировки противника; в дальнейшем поддерживала наступление войск фронта и прикрывала их при переходе к обороне в районе г. Старая Русса.
Для содействия наступлению войск Калининского фронта в районе Невеля в октябре 1943 г. из состава армии была выделена авиагруппа. 20 ноября армия выведена в резерв Ставки ВГК, ряд её соединений и частей передан 15-й воздушной армии.
25 февраля 1944 г. передана в состав 2-го Белорусского фронта для поддержки наступления его войск на ковельском направлении. 2 апреля — управление армии выведено в резерв Ставки ВГК, а войска переданы в состав 16-й воздушной армии 1-го Белорусского фронта. 29 апреля армия переподчинена в оперативном отношении 1-му Белорусскому фронту.
Летом и осенью 1944 г. принимала участие в освобождении Белоруссии и восточной части Польши, вела напряжённые боевые действия в ходе Люблин-Брестской операции, при форсировании Вислы, овладении Магнушевским и Пулавским плацдармами. 8 сентября 1944 г. выведена в резерв Ставки ВГК.
31 октября её управление переформировано в управление ВВС Войска Польского.
За годы Великой Отечественной войны соединения и части 6-й воздушной армии совершили свыше 120 тыс. самолёто-вылетов. Армия участвовала в одной воздушной операции. Ряд её соединений преобразован в гвардейские; тысячи воинов награждены орденами и медалями, наиболее отважным присвоено звание Героя Советского Союза.